# Sheng Siong

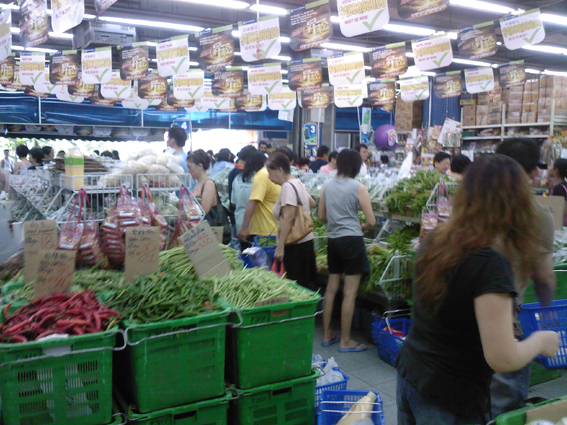
Аутлет Bedok Central (2008)

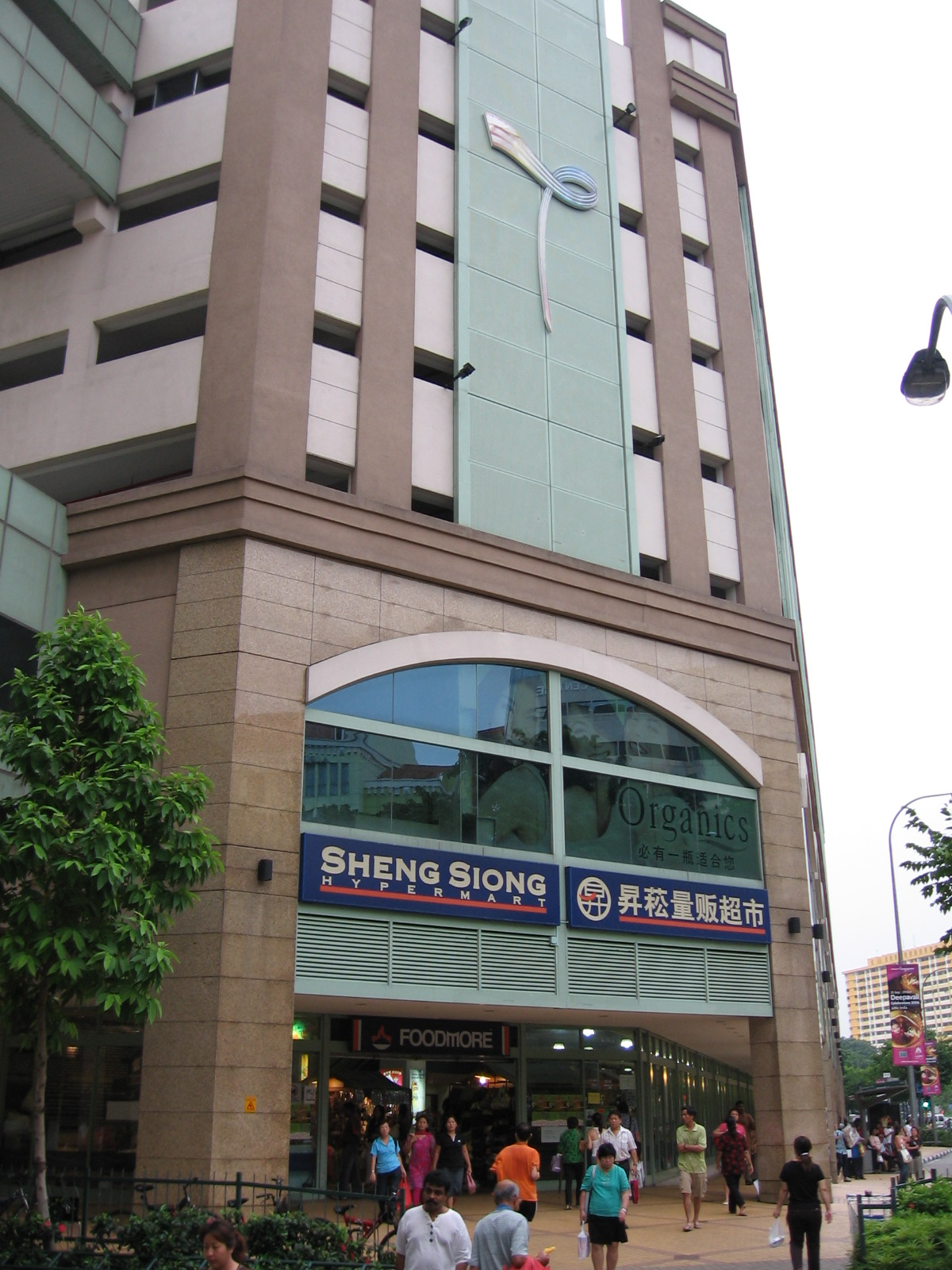
Колишня торгова точка Sheng Siong у торговому центрі Tekka (2006)

Sheng Siong Group Ltd. ( китайською : 昇菘集团 Shēng Sōng Jítuán) є третьою за розміром мережею супермаркетів у Сінгапурі .  Мережа супермаркетів також транслює власні телевізійні програми під назвою «Шоу Шенг Сіонг».